# Cryptocephalus dinae
Cryptocephalus dinae es una especie de insecto coleóptero de la familia Chrysomelidae.
Fue descrita científicamente en 1999 por Lopatin & Chikatunov.